# Saltendorf (Wernberg-Köblitz)
Saltendorf ist ein Ortsteil der oberpfälzischen Marktgemeinde Wernberg-Köblitz im Landkreis Schwandorf des Regierungsbezirks Oberpfalz im Freistaat Bayern.

## Geografie
Saltendorf liegt 2 Kilometer westlich des Autobahnkreuzes Oberpfälzer Wald und 3,5 Kilometer südwestlich von Wernberg-Köblitz. Nordöstlich von Saltendorf erhebt sich der 450 Meter hohe Künzelberg. Am nördlichen Ortsrand von Saltendorf entspringt der Saltendorfer Bach.

## Etymologie
Der Ortsname Saltendorf ist in der Oberpfalz zweimal im Naabtal belegt, Saltendorf als Ortsteil des Marktes Wernberg-Köblitz und Saltendorf an der Naab als Ortsteil der Stadt Teublitz. Darüber hinaus gibt es gerade für die Zuordnung von Quellen im erweiterten Raum Saltendorf der Gemeinde Höchstadt a. d. Aisch, in Mittelfranken.
Der Etymologe und Herausgeber des Lexikons Bayerischer Ortsnamen, Wolf-Armin von Reitzenstein leitet den Ortsnamen Saltendorf vom altdeutschen Personennamen Salche, „Saliko“, „Saleto“ ab Im Gegensatz dazu hatte der Slavist Ernst Eichler 1962 einen slawischen Personennamen „žal-K“ unterstellt, der auch von Ines Häusler übernommen wurde. Grundsätzlich ist von Gemeinsamkeiten in den Ortsnamenbildungen für die genannten Ortsnamen Saltendorf auszugehen. Slavische Namensableitungen für den Raum Höchstadt oder Regensburg sind daher eher kritisch zu sehen.

## Geschichte

### 8. bis 13. Jahrhundert
Saltendorf (auch: Salttendorf, Saltendorff, Salttendorff, Schaltendorf) liegt in einem Gebiet, in dem im 8. Jahrhundert slawische und deutsche Siedlungsbewegungen aufeinander stießen. Dies wird besonders durch die Ortsnamensforschung erläutert. Aus der ersten Siedlungsphase im 8. und 9. Jahrhundert stammen die Orte mit slawischen Namen, wie zum Beispiel Ober- und Unterköblitz, Döswitz, Döllnitz, Köttlitz und Hohentreswitz, und die Orte mit deutschen Namen, die echten -Ing-Orte, wie zum Beispiel Nessating. Aus der zweiten Siedlungsphase im 10. und 11. Jahrhundert stammen die Dorf-Orte, wie zum Beispiel Oberndorf, Friedersdorf, Haindorf, Saltendorf und Damelsdorf, die von deutschen Siedlern angelegt wurden.
Vom 11. bis zum 13. Jahrhundert gehörte Saltendorf zur Mark Nabburg und zum Besitz der Diepoldinger. Die Mark Nabburg wurde Anfang des 11. Jahrhunderts erstmals in Urkunden erwähnt. Ende der 1070er Jahre erlangte sie ihre Selbständigkeit unter Kaiser Heinrich IV. und den schwäbischen Diepoldingern. Diepold II. von Vohburg nannte sich erstmals Markgraf. Ihm folgte 1078 sein Sohn Diepold III. von Vohburg. Nach dessen Tod im Jahr 1146 gelangte die Mark Nabburg kurzzeitig in den Besitz von Gebhard III. von Sulzbach.
Ab 1149 hörte die Mark Nabburg auf zu existieren. Die Nachfahren Diepolds III. behielten nur ihre Hausgüter in Nabburg, Etzelhof, Wölsendorf, Friedersdorf, Kagern (unklar: Kagern (Tiefenbach)? oder abgegangen), Saltendorf, Maierhof und Neunaigen. Nach dem Aussterben dieser Linie der Diepoldinger fielen diese Güter 1254 an die in Nabburg ansässige Linie der Wittelsbacher. Aus diesen Gütern verlieh König Ludwig den Nothaft zu Wernberg am 20. September 1320 drei Güter für geleistete Dienste. Damit begründete sich die spätere Präsenz der Herrschaft Wernberg in Saltendorf.
Frühe Urkunden
Der Ortsname Saltendorf taucht ca. 1110-1149 mit „Gotfrid de Saltendorf“ in den Traditionen des Klosters Prüfening auf. Wenig später sind 1160 Gotfridus Cunradus Albero als „fratres de Salkendorf“ in den Traditionen des Klosters Ensdorf nachzuweisen. Auch im Jahr 1178 ist „Salkendorff“ bei diesem Kloster belegt. 1228 lässt sich eine „Gertrude de Salkendorf ... in villa Salkend(orf)“ durch die Urkunden des Klosters Speinshart nachweisen.
Frühe kirchliche Verhältnisse
Als es im Jahr 1286 in der Diözese Regensburg zur Schätzung der Einkünfte einzelner Kirchen kommt, ist Saltendorf zwar als neu registriert aufgeführt, hat jedoch keine Einkünfte. Möglicherweise war es gerade die Zeit, wo versucht wurde, diese Kirche zu verselbständigen. Vierzig Jahre später, im Jahr 1326, erscheint bei einer weiteren Erhebung der kirchlichen Abgaben, in den Pfarreiverzeichnissen für ein „Schaltendorf“ im Dekanat Altendorf ein „nichil“ Dies legt nahe, dass die Pfarreigründung in diesem Ort möglicherweise aufgrund fehlender ausreichender Einkünfte misslungen war. Für eine frühe Kirche spricht, dass mit Saltendorf sowohl das Tauf- und Trau- als auch das Sepulturrecht verbunden ist.

### 14. bis 17. Jahrhundert
Saltendorf lag an einer alten Handelsstraße, die seit dem 14. Jahrhundert bestand. Von 1338 bis 1588 gab es in Pfreimd einen Eisenhammer. Das Roherz für diesen Eisenhammer wurde über eine in West-Ost-Richtung verlaufende Straße aus den Amberger Erzgruben herangeschafft. Diese Straße wurde „Hochstraße“ oder „Hohe Straße“ genannt. Sie verlief über Freudenberg, Kemnath am Buchberg, Trichenricht, Oberndorf, Saltendorf nach Iffelsdorf. Dort überquerte sie durch eine Furt die Naab und erreichte Pfreimd. Ihre Fortsetzung östlich von Pfreimd wurde „Erzstraße“ genannt. Sie führte über Köttlitz und Trausnitz zu den Eisenhämmern im oberen Pfreimdtal.
Nothaftische Präsenz
Auf die Präsenz der Familie Nothaft in Saltendorf seit spätestens 1320 wurde bereits hingewiesen. Dass die Nothaft von Wernberg nachweislich für Saltendorfer Angelegenheiten ihrer Güter zu Gericht saßen, belegt die Gerichtssitzung vom 30. Mai 1356. Einer der Saltendorfer Höfe wurde 1406 durch Heinrich Nothaft von Wernberg zur Dotierung der Stiftung des Schlossbenefiziums in der Burg Wernberg verwendet. Bei der Teilung der Herrschaft Wernberg 1470/71 hatte die Familie Nothaft noch ein Lehen in Saltendorf. An dieser Stelle ist nochmals kurz auf die Bezeichnungen „Uckersriet“ bzw. „Okersreuth“ einzugehen. In der Teilung der Herrschaft Wernberg im Jahr 1470 werden in der Beschreibung der dortigen Gehöfte sechs Bauern als zur Herrschaft Wernberg lehensabhängig aufgelistet. Die Bezeichnungen „die Heiligen zu Saltendorf“ legt nahe, dass sich die Siedlung in unmittelbarer Nähe zu Saltendorf befand. Nur wenige Jahre später wurde Ukersried am 10. April 1475 als Öde bezeichnet.
Leuchtenberger Präsenz
Die Präsenz der Leuchtenberger in Saltendorf war gering. Ihr ursprünglicher Hof, der Porstleinshof (auch Peißleinshof) war bereits 1396/99 „ein- bzw. abgegangen“ und wurde als „ein Öd“ bezeichnend. Die zugehörigen Felder wurden als Lehen in kleinen Parzellen an diverse Saltendorfer verteilt. Dieser eine Hof war auch noch im Nachlass der Leuchtenberger, als sie 1646 ausstarben. Es muss also zwischenzeitig zur Katastrophe gekommen sein, eine Katastrophe, die dazu führte, dass die Siedlung nicht mehr aufgebaut wurde. Infrage für den Standort dieses Gebietes kommt möglicherweise das Gebiet „Ödwiesen“, 500 Meter nördlich vom heutigen Ortskern. Natürlich kann es zu einem verheerenden Brand oder anderen Unglücken gekommen sein. Näher liegen jedoch politische Aspekte: Spätestens mit dem Tod der älteren Brüder Albrecht Nothaft (1468) und Heinrich (1471) versuchte das Königreich Böhmen verstärkt, den seit Jahrzehnten unter der Herrschaft der Nothaft von Wernberg stehenden Markt Luhe abzulösen. Nachdem sich die Nothaft widersetzten, war es zu kriegerischen Auseinandersetzungen, die erst am 14. September 1478 zu einem Waffenstillstand führten. Vorher war es zu erheblichen Verwüstungs- und Verheerungszügen bei den Hintersassen beider Seiten gekommen. Letztlich konnten die Nothaft Luhe auf Dauer behaupten.
Kurpfälzische Präsenz des Amtes Nabburg
Saltendorf wurde im Nabburger Salbuch von 1413 erwähnt.
1460 wurde vom Vitztum, dem Nabburger Pfleger, eine Wochenmarktsordnung erlassen. In dieser Ordnung wurden die pflegämtischen Dörfer um Nabburg, darunter auch Saltendorf, verpflichtet, den Wochenmarkt von Nabburg zu besuchen. 1527 wurde diese Ordnung dahin gehend präzisiert, dass alle Kaufgeschäfte grundsätzlich nur auf dem offenen Markt in Nabburg an den dort vorgeschriebenen Plätzen zu tätigen seien. Bei Nichtbefolgung drohten Strafen von 1/4 bis zu 1 Gulden.
Im Salbuch von 1473 wurde Saltendorf mit einer Steuer von 9 Pfund 2 Schilling aufgeführt. Im Salbuch von 1513 war Saltendorf mit Geldzins zu Walpurgis und zu Michaelis von 4 Höfen und einem Lehen, mit Wasserzins, Wiesenzins, Naturalzins an Fastnachtshühnern und einem jährlichen Jägergeld von 6 Höfen und 2 Lehen verzeichnet. Ende des 16. Jahrhunderts wurde zweimal jährlich die Türkenhilfe erhoben. Saltendorf war im Verzeichnis der Reichs- und Türkenhilfe von 1595 verzeichnet mit 9 Untertanen und einer Abgabe von 8 Gulden 31 Kreuzer 1 Pfennig. Im Amtsverzeichnis von 1596 erschien Saltendorf mit 6 ganzen Höfen, 1 Dreiviertelhof, 2 Halbhöfen und 3 Söldengütel. Im Türkensteueranlagsbuch von 1606 waren für Saltendorf 8 Höfe, 3 Güter, 1 Haus, 1 Taferne, 1 Schmiede, 2 Pferde, 24 Ochsen, 25 Kühe, 11 Rinder, 14 Schweine, 3 Frischlinge, 7 Kälber, 107 Schafe und eine Steuer von 40 Gulden und 44 Kreuzer eingetragen. Im Steuerbuch von 1630 war Saltendorf mit 2 Höfen, 7 Gütern, 1 Haus, 1 Inwohner, 18 Ochsen, 19 Kühe, 10 Rinder, 3 Schweine, 4 Frischlinge, 6 Kälber und einer Steuer von 22 Gulden 22¾ Kreuzer zur frei-eigenen Hofmark Weihern aufgeführt.
Während des Dreißigjährigen Krieges erlebte die Region einen Bevölkerungsrückgang. 1500 hatte Saltendorf 10 Untertanen, 1523 13 Untertanen, 1583 und 1631 11 Untertanen und 1712 waren es 15 Untertanen. Die Kriegsaufwendungen betrugen 823 Gulden.
Kirchliche Entwicklung
Um die Mitte des 14. Jahrhunderts erscheint dann Saltendorf als Filialkirche von Pfreimd. Das kleine Dorf war anscheinend noch im Aufbau. Noch wurde Neuland durch Rodung erschlossen. In diesem Zusammenhang ist die lebenslange Verpfändung des dortigen Neubruchzehents durch Bischof Friedrich von Regensburg vom 5. Mai 1350 zu sehen. Bereits früher hatte das Kloster Waldsassen Zehente in der Gegend erworben, denn am 5. Januar 1362 verkaufte das Koster den „Zehnt über den Hof des Salzpechen zu Saltendorff“ an die Pfreimder Brüder Burgel. 1397 wird ein Zehent der nahen Siedlung Oberndorf erwähnt, der am 12. Dezember 1458 dem Gotteshaus von Saltendorf abgabenpflichtig war. Spätestens jetzt ist eine Kirche in Saltendorf zu unterstellen.

### Religionswirren der Reformationszeit

#### 1557: Protestantismus unter Ottheinrich
In der Zeit der Reformation, Mitte des 16. Jahrhunderts, wurden die Dekanate Hirschau und Nabburg in die Superintendentur Nabburg umgewandelt. Zu ihr gehörte auch Saltendorf. Bei Regierungsantritt von Kurfürst Ottheinrich wurde in dieser Region die Ausübung der katholischen Religion streng verboten. Nun herrschte einige Zeit die protestantische Lehre vor.

#### 1559: Reformierte Lehre und Calvinismus unter Friedrich III.
Der Nachfolger Ottheinrichs, Kurfürst Friedrich III., versuchte die protestantische Lehre durch die reformierte Lehre zu ersetzen und den Calvinismus durchzusetzen. Dies stieß im Volk auf erbitterten Widerstand.

#### 1576: Lutherische Lehre unter Ludwig VI.
Unter Friedrichs Sohn, Kurfürst Ludwig VI. fand ein Wechsel zur lutherischen Lehre statt. Unter seiner Herrschaft fand in den Jahren 1579 bis 1583 auch in Saltendorf die große oberpfälzische Landesvisitation statt.

#### 1583: Calvinismus unter Johann Kasimir
Der Nachfolger Ludwigs, dessen jüngerer Bruder Johann Kasimir führte in der Region wieder den Calvinismus ein. Die Empörung der Bevölkerung darüber nahm bisher unbekannte Ausmaße an. Es kam in mehreren Ortschaften der Region zu gewalttätigen Tumulten, die in der Ermordung von besonders eifrigen kalvinistischen Predigern durch die wütenden Volksmassen gipfelten.

#### 1621: Gegenreformation unter Maximilian I.
Das Ende dieser Religionswirren brachte erst die militärische Okkupation der Oberpfalz 1621 durch Maximilian I. Er führte mit der Gegenreformation die katholische Lehre wieder ein. 1626 wies er die kalvinistischen Geistlichen aus und forderte 1628 durch Erlass des Religionspatentes alle Bürger seines Herrschaftsbereiches auf, zur katholischen Lehre zurückzukehren. Erst ab 1803 mit dem von Maximilian von Montgelas erwirkten Religionsedikt war es Protestanten wieder erlaubt, sich in der bayerischen Oberpfalz anzusiedeln.

### 18. Jahrhundert
Im 18. Jahrhundert lag Saltendorf im Pflegamt Nabburg, während die benachbarten Ortschaften Pfreimd und Wernberg-Luhe eigene Ämter bildeten. Diese letzteren wurden 1803 in das Landrichteramt Nabburg eingegliedert.
Etliche Untertanen in Saltendorf gehörten im 16. Jahrhundert zur Hofmark Weihern. Saltendorf selbst wurde auch als Hofmark bezeichnet. Aus dem Jahr 1534 existierte ein Schreiben an die kurpfälzische Regierung, in dem Wolf von Plankenfels darum bat, in Saltendorf einen Edelsitz bauen zu dürfen. Jedoch war die Eigenständigkeit von Saltendorf umstritten.
Aus einem Rechenschaftsbericht des Jahres 1718 geht hervor, dass 8 Untertanen in Saltendorf zur Hofmark Weihern gehörten. Ein Immissionsprotokoll aus dem Jahr 1719 spricht von 9 Untertanen aus Saltendorf, die zu Weihern gehören.
1791 kaufte der Kur-Trierische Kämmerer und Hauptmann Carl Franz von Murach auf Woppenhof die beiden Hofmarken Weihern und Saltendorf für 37000 Gulden. Im selben Jahr legte sein Bevollmächtigter Joseph Heinrich Thoma auf Weihern und Saltendorf die Pflicht ab und Franz von Murach wurde in seine Hofmark immittiert. Franz von Murach nannte sich in der Folge von Weihern und Saltendorf.
Der Streit um die Eigenständigkeit Saltendorfs wurde 1795 von der Amberger Regierung negativ entschieden. Die Amberger Regierung betonte, dass nur Weihern eine selbständige Hofmark sei, Saltendorf aber nicht. Dazu trug auch bei, dass Saltendorf in keiner Matrikel verzeichnet war.
Im Herdstättenbuch von 1721 erschien Saltendorf mit 15 Anwesen, 17 Häusern und 17 Feuerstätten, zusätzlich zur frei-eigenen Hofmark Weihern 8 Anwesen, 8 Häuser, 8 Feuerstätten. Im Herdstättenbuch von 1762 mit 15 Herdstätten, 2 Inwohner und 2 Herdstätten in Gemeindeschmiede und Hirtenhaus 2 Inwohner, zusätzlich zur frei-eigenen Hofmark Weihern 9 Herdstätten, 4 Inwohner. 1792 hatte Saltendorf 11 hausgesessene Amtsuntertanen. 1808 gab es in Saltendorf 16 Anwesen, ein Hirtenhaus und eine Schmiede und zusätzlich zur frei-eigenen Hofmark Weihern 9 Anwesen.

### 19. und 20. Jahrhundert
1808 begann in Folge des Organischen Ediktes des Innenministers Maximilian von Montgelas in Bayern die Bildung von Gemeinden. Dabei wurde das Landgericht Nabburg zunächst in landgerichtische Obmannschaften geteilt. Saltendorf wurde Obmannschaft. Zur Obmannschaft Saltendorf gehörten: Saltendorf, Damelsdorf, Neunaigen, Oberndorf und Maierhof.
Dann wurden 1811 in Bayern Steuerdistrikte gebildet. Saltendorf wurde Steuerdistrikt. Der Steuerdistrikt Saltendorf bestand aus den Dörfern Saltendorf und Damelsdorf, der Staatswaldung Ossa, dem Kirchholz von Pfreimd und Damelsdorf, genannt „der Fischberg“. Er hatte 49 Häuser, 283 Seelen, 400 Morgen Äcker, 120 Morgen Wiesen, 250 Morgen Holz, 2 Weiher, 55 Morgen öde Gründe und Wege, 2 Pferde, 160 Ochsen, 100 Kühe, 200 Stück Jungvieh, 200 Schafe und 150 Schweine.
Schließlich wurde 1818 mit dem Zweiten Gemeindeedikt die übertriebene Zentralisierung weitgehend rückgängig gemacht und es wurden relativ selbständige Landgemeinden mit eigenem Vermögen gebildet, über das sie frei verfügen konnten. Saltendorf wurde Ruralgemeinde. Die Gemeinde Saltendorf bestand aus den Ortschaften Saltendorf mit 25 Familien, Damelsdorf mit 15 Familien, Nessating mit 14 Familien, Friedersdorf mit 12 Familien, Döllnitz mit 10 Familien und Döllnitzmühle mit 1 Familie. Die Gemeindebildung Saltendorfs und die verwaltungstechnische Bereinigung der Verhältnisse (Zuordnung zum Landgericht Nabburg) verzögerte sich jedoch, bis für die Hofmark Weihern und ihren Zugehörungen ein Vergleich mit der Duprel'schen Gläubigerschaft geschlossen werden konnte. Schließlich erfolgte die Einpflichtung der Untertanen in das Landgericht Nabburg am 9. November 1830.
Im Grundsteuerkataster von 1842 erschien die Steuergemeinde Saltendorf mit 77 Hofgebäuden und 5249,63 Tagewerk Grund.
In den Gründungsdaten des Bayerischen Feuerwehrverbandes wird als Gründung der 11. Mai 1879 geführt.
1978 wurde die Gemeinde Saltendorf nach Wernberg-Köblitz eingegliedert. Nur Nessating, Döllnitz und Döllnitzmühle wurden nach Pfreimd eingegliedert.

## Religion

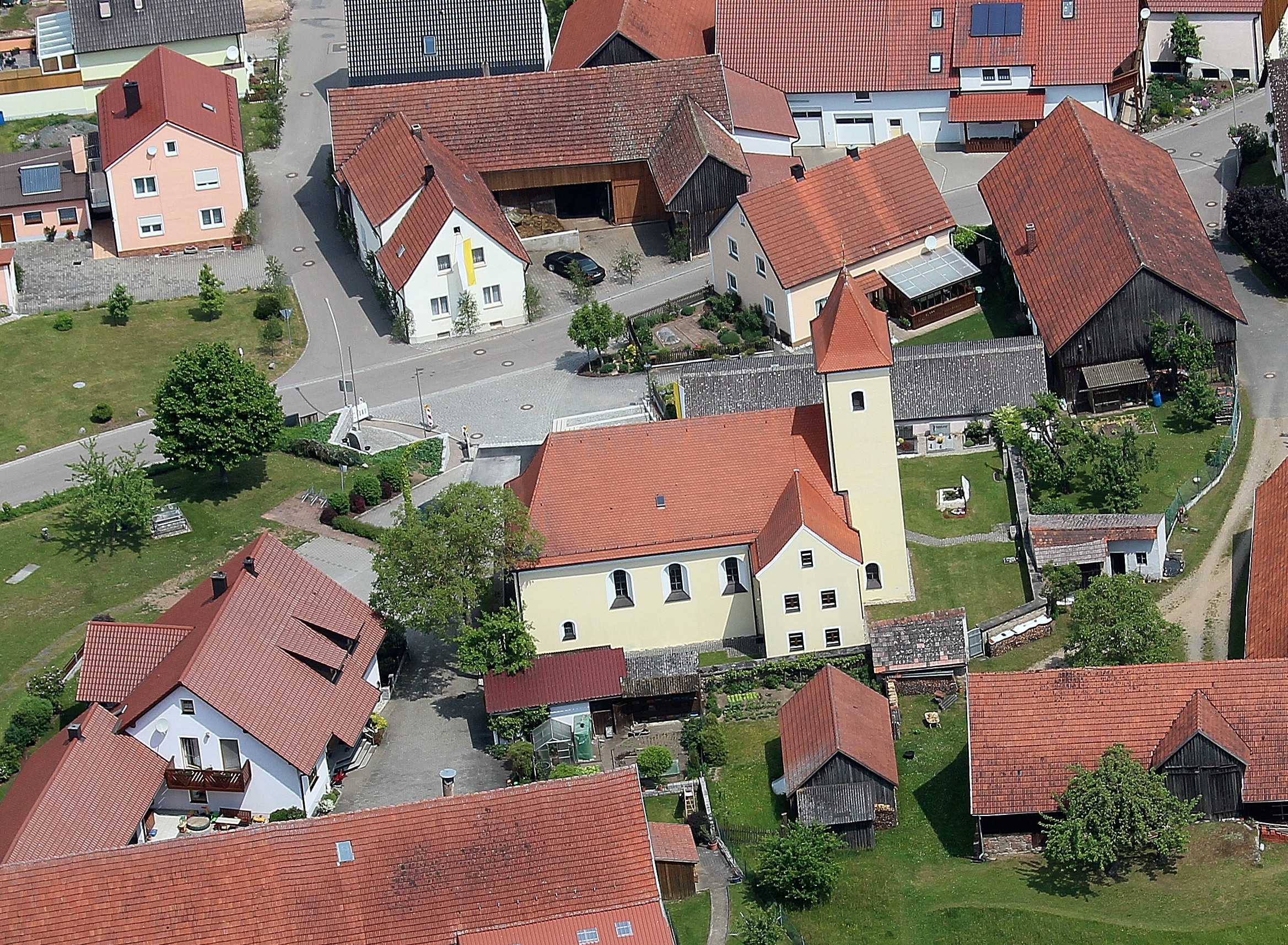
Saltendorf, Kirche St. Peter und Paul

Die St. Peter-und-Paul-Kirche in Saltendorf wurde um 1438 auf älteren Fundamenten errichtet. Am 15. September 1471 erscheint Herr Heymeran als Pfarrer zu Saltendorf. Ihm folgt Hans Streng, der am 31. Juli 1487 erwähnt wurde und der sich noch im Visitationsprotokoll von 1508 nachweisen lässt. Noch 1508 folgte Johannes Streng, der jedoch noch im selben Jahr wechselte und Nicolaus Zichawer. 1549 findet sich Michael Heltmann als gewester Pfarrer zu Saltendorf. 1557-1560 erscheint Henoch Doltgensis, ein Ex-Mönch aus Regensburg als evangelischer Pfarrer. 1578 bis mindestens 1580 lässt sich Johann Helt als Pfarrer von Saltendorf nachweisen. Ab 1605/1606 war Johann Knödl verheirateter Pfarrer in Saltendorf. Mit dem Einmarsch der katholischen Truppen unter Herzog Maximilian waren bald nach 1621 mussten die protestantischen Pfarrer die protestantischen Pfarrstellen verlassen und diese wurden soweit als bei dem damaligen Priestermangel möglich, neu mit katholischen Priestern besetzt. Ach wenn die Pfarrei Saltendorf als Pfarrstiftung formal weiterbestand, wurde sie nicht mehr wiederbesetzt. Die seelsorgerische Betreuung übernahmen die umliegenden Geistlichen. Um die Zeit des Dreißigjährigen Krieges wurden deshalb viele dem Amt Nabburg zugehörigen Saltendorfer in die Expositur Neunaigen eingegliedert und auch im Friedhof Neunaigen begraben.
Der heutige Saltendorfer Kirchenbau dürfte in seinen Wurzeln auf das Jahr 1551 zurückgehen. Der Bau des Ostturmes zog sich möglicherweise etwa hin, denn als Fertigstellungstermin wurde 1554 angegeben. Der Bau ist wahrscheinlich im Zusammenhang der sich anbahnenden Glaubensauseinandersetzungen der Reformationszeit zu sehen. Die damals protestantische Kurpfalz förderte gezielt den Pfarreiausbau an der Grenze zur katholischen Landgrafschaft Leuchtenberg.
In Dokumenten von 1524, 1653 und 1666 erschien Saltendorf noch als selbständige Pfarrei. Nach dem Dreißigjährigen Krieg war der Pfarrer von Pfreimd in Personalunion auch Pfarrer von Weihern und mindestens ab 1685 auch Pfarrer von Saltendorf. 1720 wurde durch Bemühen der Freiherren von Wildenstein die Pfarrei Saltendorf mit der Pfarrei Weihern vereinigt. Sie wurden aus der Pfarrei Pfreimd ausgegliedert und eigenständige Pfarreien. Ihr Patronatsherr wurde der Herr von Wildenau.
Im 18. Jahrhundert gehörte Saltendorf zum größten Teil zur Pfarrei Kemnath bei Neunaigen und nur mit 3 Häusern zur Pfarrei Weihern. 1838 und 1916 gehörte Saltendorf zum größten Teil zur Pfarrei Kemnath bei Neunaigen und nur mit 5 Häusern zur Pfarrei Weihern.  Bereits 1890 gab es einen Vorstoß zur einheitlichen Umfarrung von Saltendorf nach Weihern. Einen weiteren Versuch der Vereinheitlichung startete man 1931 mit dem Versuch der Umpfarrung nach Neunaigen, da dort zwischenzeitig ein Expositus saß, oder ggf. auch in die Pfarrei Kemnath. Erst 1952 wurde die Filiale Saltendorf mit Döllnitz und Friedersdorf von Weihern nach Pfreimd umgepfarrt und ein über Jahrhunderte bestehender Zustand der kirchlichen Splittung fand ein Ende. 1997 gehörte Saltendorf mit 255 Katholiken zur Pfarrei Pfreimd, Dekanat Nabburg.
Die Kirche von Saltendorf und ihre Ausstattung stehen unter Denkmalschutz mit der Denkmalnummer D-3-76-150-18. Sie ist im Kern gotisch und wurde im 18. und 19. Jahrhundert erweitert. Das Gelände, auf dem sich die Kirche befindet, birgt Spuren von Vorgängerbauten und archäologische Zeugnisse des Mittelalters und der frühen Neuzeit. Es ist als Bodendenkmal mit der Nummer D-3-6438-0080 ausgewiesen.

## Einwohnerentwicklung ab 1819
| Jahr | Einwohner   | Gebäude |
| ---- | ----------- | ------- |
| 1819 | 25 Familien | k. A.   |
| 1828 | 203         | 34      |
| 1838 | 150 + 48    | 28 + 5  |
| 1864 | 204         | 37      |
| 1875 | 191         | 98      |
| 1885 | 186         | 33      |
| 1900 | 188         | 33      |
| 1913 | 153 + 27    | 27 + 5  |

| Jahr | Einwohner | Gebäude |
| ---- | --------- | ------- |
| 1925 | 194       | 31      |
| 1950 | 180       | 30      |
| 1961 | 172       | 31      |
| 1964 | 172       | 31      |
| 1970 | 177       | k. A.   |
| 1987 | 267       | 62      |
| 2011 | 240       | k. A.   |